# Metriocnemus lacteolus
Metriocnemus lacteolus är en tvåvingeart som beskrevs av Maurice Emile Marie Goetghebuer 1921. Metriocnemus lacteolus ingår i släktet Metriocnemus och familjen fjädermyggor. Inga underarter finns listade i Catalogue of Life.